# Kostel Dobrého pastýře (Paříž)
Kostel Dobrého pastýře (tj. Église du Bon-Pasteur) je katolický farní kostel v 11. obvodu v Paříži, v ulici Rue de Charonne postavený ve 2. polovině 20. století. Kostel je architektonicky začleněn do bytového domu.